# Mauricio Jürgensen
Mauricio Eduardo Jürgensen Roldán (Viña del Mar, 19 de diciembre de 1974) es un periodista, escritor, músico y presentador de televisión y radio chileno. 
Con más de 20 años de columnas, críticas de conciertos, discos, programas de radio, libros y comentarios es considerado como uno de los periodistas más reconocidos en materia musical.

## Biografía
Nació en Viña del Mar, Región de Valparaíso, en diciembre de 1974, donde vivió hasta 1998, año en el que emigra a Santiago para realizar su práctica profesional de periodista en el Diario El Mercurio.
Sus estudios iniciales fueron en el Colegio María Raquel Cereceda de Viña del Mar y egresó de educación secundaria en el Liceo José Cortés Brown, de la misma ciudad. En 1994 entró a la carrera de Periodismo en la Universidad de Playa Ancha de Valparaíso, de la que egresó como Periodista y Licenciado en Comunicación Social en 1998.

## Carrera profesional
En 1998, llega a Santiago a realizar su práctica profesional en el Diario El Mercurio, iniciando en el área "Internacional”, migrando prontamente a la sección de “Espectáculos” del mismo medio.
En 2000 comienza a escribir como reportero y columnista de Música en el periódico La Tercera, donde estuvo hasta 2019.
Trabajó en las radios Cooperativa y Universo. Hasta 2015, condujo el programa «Big Bang», por Radio Universo. Luego se incorporó a Cooperativa en donde condujo entre 2016 y 2020 el programa que más tarde le daría el nombre a su libro, Dulce patria, espacio dedicado a la música chilena.

En junio de 2017, publica con Ediciones B su primer libro: Dulce Patria. Historias de la música chilena, el cual se encuentra entre las lecturas recomendadas por el Ministerio de Educación de Chile para los alumnos de séptimo básico. Un año después, edita con la misma editorial la biografía de Domingo Johnny Vega Urzúa, más conocido como Américo, popular cantante chileno de baladas y cumbia tropical.

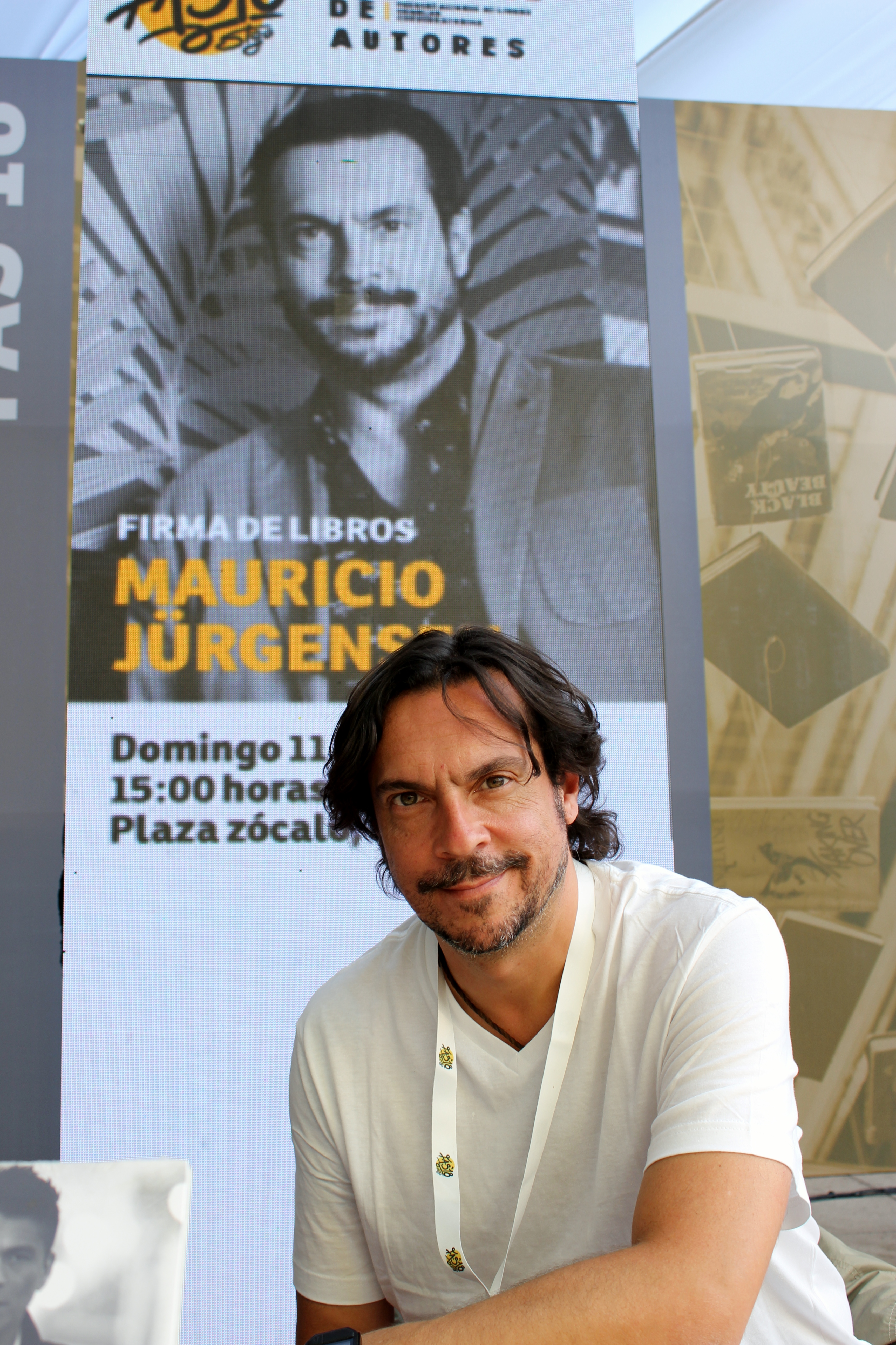
Jurgensen en el Festival de Autores 2019.

El 18 de junio de 2018, se integra como panelista del matinal Bienvenidos de Canal 13. Durante su paso por la estación, realizó distintas intervenciones, entre las que se destacan su participación como comentarista del Festival Internacional de Viña del Mar. Durante 2019, condujo junto a Francisca García Huidobro y Maly Jorqueira el programa de entrevistas Sigamos de largo. Renunció a Canal 13 en noviembre de 2019.
En 2020, estuvo como panelista del programa Dale play de Mega, perteneciente al holding Megamedia, estación donde participó entre 2015 y 2018 como columnista de música popular en el noticiario del mediodía.
Hasta febrero de 2021 fue parte del panel de La voz de los que sobran, programa radial de actualidad y análisis, que se emite por el medio digital "La Voz de los que sobran" y por la Radio Universidad de Santiago, donde compartió con Daniel Stingo y Alejandra Valle. Ese mismo año fue jurado de Got Talent Chile tras la abrupta salida de Luis Gnecco.
Actualmente,[¿cuándo?] conduce los programas "Escena Viva", dedicado a temas de Cultura, Espectáculos y Patrimonio, y "De Local", consagrado a la música popular chilena.
En noviembre de 2021, regresó a Canal 13 para integrarse como panelista estable del matinal Tu día, juntos comienza mejor, conducido por Mirna Schindler y Ángeles Araya. En abril de 2022 dejó el programa y el canal, en un intento de Canal 13 de darle más protagonismo a las conductoras.

## Carrera musical
En febrero de 2020, debuta en dupla con Jean Philippe Cretton con un tributo al rock de los 90 preparando así su debut solista con temas originales previsto para el mismo año.
El viernes 2 de octubre de 2020 apareció en plataformas su primer sencillo como solista llamado "Ayer", adelanto de un Ep de cinco canciones que compuso entre mayo y julio de 2020 y que grabó junto a Alain Johannes, destacado productor y músico chileno exmiembro de Eleven, y Jack Irons, también exintegrante de Eleven, Red Hot Chili Peppers y Pearl Jam.
Durante noviembre de 2020, lanzó otro single llamado Agua y Fe, y en marzo de 2021, estrenó su tercer sencillo llamado El Último Hombre y que cuenta con los mismos colaboradores.
Dos meses después, finalmente apareció su primera publicación formal, el EP "Volumen 1", que sumaba dos canciones originales («Amanece», «Give Me Love») a las ya estrenadas. A fines de 2021, subió dos covers a plataformas («Eyes Without a Face», «Wicked Game») y para abril de 2022 estaba previsto el estreno de otras dos composiciones inéditas, una vez más de la mano de Alain Johannes y con la participación del baterista estadounidense Norm Block (Mark Lanegan Band).

## Vida personal
Se casó con la periodista Carolina Urrejola en 2011. Tienen dos hijos en común. Se separaron en 2020. Entre enero y marzo de 2024, Jürgensen mantuvo un romance con la actriz Mariana Derderian.